# 岩手県道143号陸中川井停車場線
岩手県道143号陸中川井停車場線（いわてけんどう143ごう りくちゅうかわいていしゃじょうせん）は、岩手県宮古市を通る一般県道である。

## 概要
JR山田線 陸中川井駅から国道106号を結ぶ短距離路線である。

### 路線データ
- 起点：陸中川井停車場（陸中川井駅）
- 終点：宮古市川井字中川井（国道106号交点）

## 地理

### 通過する自治体
- 宮古市

### 交差する道路
- 国道106号（終点）

### 沿線の施設など
- JR陸中川井駅